# Musculus levator scapulae
De musculus levator scapulae of schouderbladheffer is een skeletspier die, net als de musculus rhomboides major, de musculus rhomboides minor en de musculus serratus anterior, behoort tot de binnengedrongen rompspieren met aanhechting aan de schoudergordel.
De spier loopt van de dwarsuitsteeksels (processus transversi) van de eerste vier halswervels naar de bovenste hoek van het schouderblad (angulus superior scapulae). Zijn functie is het heffen van het schouderblad (elevatie) bij het gelijktijdig draaien van de onderste punt richting de wervelkolom (mediorotatie).